# Langeneß

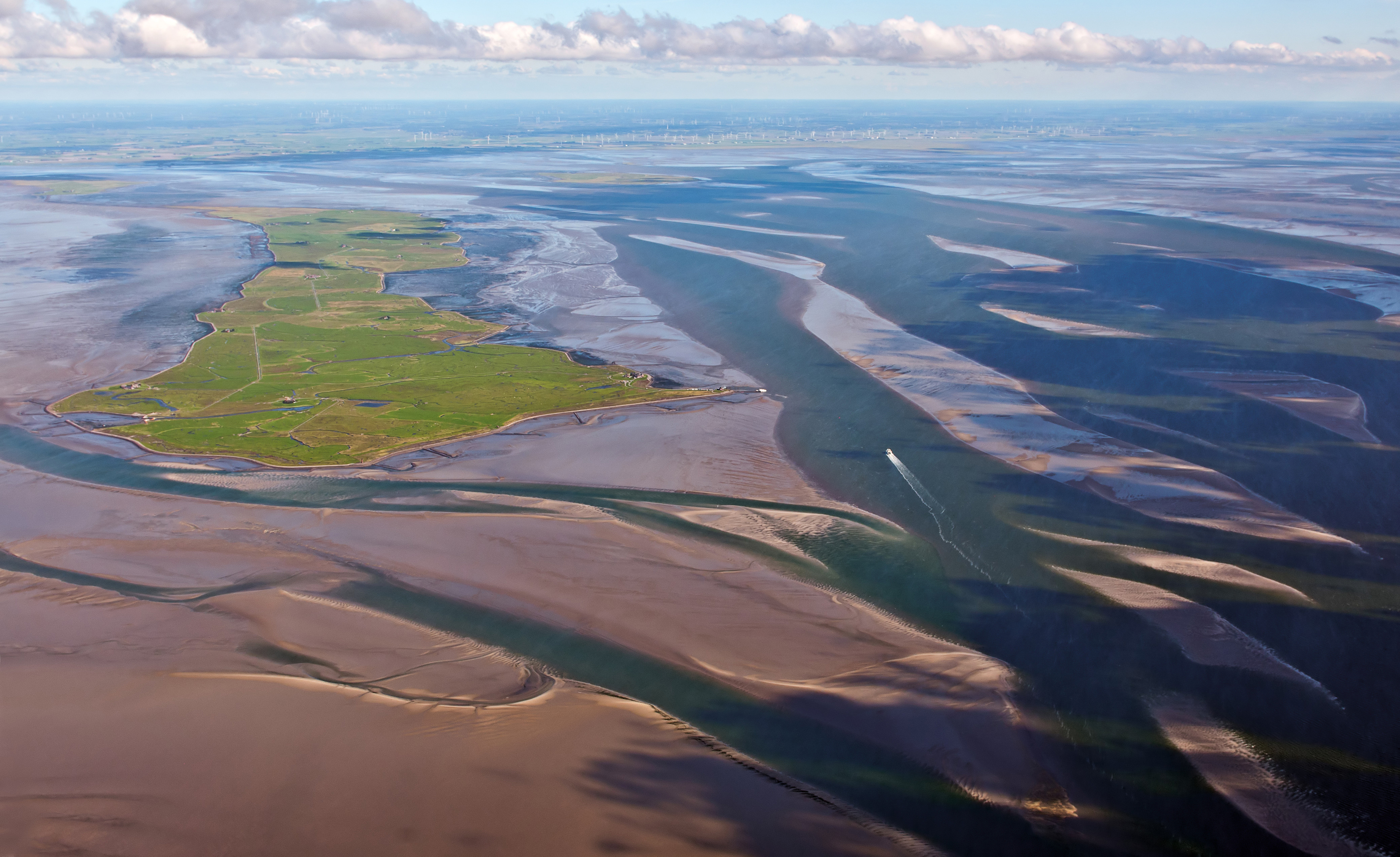
Langeneß

Langeneß (tiếng Đan Mạch: Langenæs, North Frisian Nees) là một đô thị thuộc huyện Nordfriesland, bang Schleswig-Holstein, Đức. 
www.langeness.de